# Liste des planètes mineures non numérotées découvertes en novembre 2017
Pour un article plus général, voir Liste des planètes mineures non numérotées découvertes en 2017.
Pour un article plus général, voir Liste des planètes mineures.
Cet article dresse la liste des planètes mineures (astéroïdes, centaures, objets transneptuniens et assimilés) non numérotées découvertes en novembre 2017 dans l'ordre de leur découverte.
Au 15 janvier 2025, 661 077 des 1 434 993 planètes mineures répertoriées par le Centre des planètes mineures ne sont pas encore numérotées, soit 46,07 %.

## Rappel concernant la désignation provisoire
La désignation provisoire indique l'ordre de découverte de ces objets. En effet, cette désignation est composée de l'année de découverte (par exemple 2017) suivie de la quinzaine (demi-mois) de découverte (p.e. A = 1-15 janvier) puis de l'ordre de découverte dans cette quinzaine. Cet ordre est indiqué par une lettre et éventuellement un chiffre comme suit : A pour la première découverte, B pour la deuxième, ..., Z pour la 25e (le I n'est pas utilisé pour éviter la confusion avec 1), A1 pour la 26e, B1 pour la 27e, etc. , Z1 pour la 50e, A2 pour la 51e, B2 pour la 52e, etc. L'ordre de la numérotation ne suit donc pas l'ordre alphanumérique. 2017 AA1 suit ainsi 2017 AZ et précède 2017 AB1.

## Liste

### Du1erau 15 novembre 2017
- 2017 VA
- 2017 VC
- 2017 VD
- 2017 VE
- 2017 VF
- 2017 VH
- 2017 VJ
- 2017 VK
- 2017 VM
- 2017 VN
- 2017 VR
- 2017 VT
- 2017 VU
- 2017 VV
- 2017 VX
- 2017 VY
- 2017 VZ
- 2017 VA1
- 2017 VF1
- 2017 VG1
- 2017 VH1
- 2017 VJ1
- 2017 VK1
- 2017 VL1
- 2017 VM1
- 2017 VP1
- 2017 VQ1
- 2017 VS1
- 2017 VT1
- 2017 VV1
- 2017 VW1
- 2017 VX1
- 2017 VY1
- 2017 VZ1
- 2017 VA2
- 2017 VB2
- 2017 VC2
- 2017 VD2
- 2017 VE2
- 2017 VF2
- 2017 VG2
- 2017 VH2
- 2017 VJ2
- 2017 VK2
- 2017 VL2
- 2017 VM2
- 2017 VN2
- 2017 VA3
- 2017 VC3
- 2017 VG3
- 2017 VJ3
- 2017 VK3
- 2017 VD4
- 2017 VG4
- 2017 VL4
- 2017 VN4
- 2017 VQ4
- 2017 VR4
- 2017 VA5
- 2017 VC5
- 2017 VR5
- 2017 VD6
- 2017 VF6
- 2017 VH6
- 2017 VJ6
- 2017 VS6
- 2017 VU6
- 2017 VX6
- 2017 VA7
- 2017 VF7
- 2017 VH7
- 2017 VO7
- 2017 VS7
- 2017 VT7
- 2017 VX7
- 2017 VA8
- 2017 VC8
- 2017 VD8
- 2017 VE8
- 2017 VG8
- 2017 VH8
- 2017 VJ8
- 2017 VL8
- 2017 VM8
- 2017 VN8
- 2017 VP8
- 2017 VR8
- 2017 VS8
- 2017 VT8
- 2017 VW8
- 2017 VX8
- 2017 VY8
- 2017 VZ8
- 2017 VC9
- 2017 VE9
- 2017 VH9
- 2017 VJ9
- 2017 VK9
- 2017 VL9
- 2017 VM9
- 2017 VS9
- 2017 VX9
- 2017 VY9
- 2017 VB10
- 2017 VC10
- 2017 VG10
- 2017 VH10
- 2017 VJ10
- 2017 VN10
- 2017 VE11
- 2017 VF11
- 2017 VG11
- 2017 VO11
- 2017 VR11
- 2017 VS11
- 2017 VV11
- 2017 VX11
- 2017 VY11
- 2017 VA12
- 2017 VC12
- 2017 VF12
- 2017 VG12
- 2017 VH12
- 2017 VJ12
- 2017 VN12
- 2017 VQ12
- 2017 VR12
- 2017 VS12
- 2017 VU12
- 2017 VV12
- 2017 VX12
- 2017 VY12
- 2017 VA13
- 2017 VB13
- 2017 VC13
- 2017 VD13
- 2017 VE13
- 2017 VF13
- 2017 VG13
- 2017 VH13
- 2017 VJ13
- 2017 VK13
- 2017 VL13
- 2017 VM13
- 2017 VN13
- 2017 VO13
- 2017 VP13
- 2017 VQ13
- 2017 VR13
- 2017 VS13
- 2017 VT13
- 2017 VU13
- 2017 VV13
- 2017 VW13
- 2017 VX13
- 2017 VY13
- 2017 VZ13
- 2017 VA14
- 2017 VB14
- 2017 VC14
- 2017 VD14
- 2017 VE14
- 2017 VF14
- 2017 VG14
- 2017 VH14
- 2017 VL14
- 2017 VN14
- 2017 VO14
- 2017 VP14
- 2017 VQ14
- 2017 VR14
- 2017 VS14
- 2017 VT14
- 2017 VU14
- 2017 VW14
- 2017 VX14
- 2017 VY14
- 2017 VZ14
- 2017 VA15
- 2017 VB15
- 2017 VC15
- 2017 VD15
- 2017 VE15
- 2017 VF15
- 2017 VG15
- 2017 VH15
- 2017 VJ15
- 2017 VK15
- 2017 VL15
- 2017 VM15
- 2017 VN15
- 2017 VO15
- 2017 VP15
- 2017 VQ15
- 2017 VZ15
- 2017 VC16
- 2017 VD16
- 2017 VF16
- 2017 VH16
- 2017 VN16
- 2017 VV16
- 2017 VX16
- 2017 VZ16
- 2017 VE17
- 2017 VH17
- 2017 VK17
- 2017 VO17
- 2017 VV17
- 2017 VX17
- 2017 VC18
- 2017 VD18
- 2017 VE18
- 2017 VF18
- 2017 VK18
- 2017 VM18
- 2017 VY18
- 2017 VA19
- 2017 VE19
- 2017 VH19
- 2017 VP19
- 2017 VQ19
- 2017 VX19
- 2017 VC20
- 2017 VD20
- 2017 VE20
- 2017 VF20
- 2017 VG20
- 2017 VJ20
- 2017 VK20
- 2017 VM20
- 2017 VO20
- 2017 VP20
- 2017 VS20
- 2017 VT20
- 2017 VU20
- 2017 VV20
- 2017 VW20
- 2017 VX20
- 2017 VY20
- 2017 VZ20
- 2017 VA21
- 2017 VB21
- 2017 VC21
- 2017 VR21
- 2017 VT21
- 2017 VY21
- 2017 VA22
- 2017 VE22
- 2017 VG22
- 2017 VJ22
- 2017 VU22
- 2017 VX22
- 2017 VA23
- 2017 VE23
- 2017 VH23
- 2017 VL23
- 2017 VO23
- 2017 VQ23
- 2017 VR23
- 2017 VU23
- 2017 VW23
- 2017 VY23
- 2017 VB24
- 2017 VG24
- 2017 VL24
- 2017 VN24
- 2017 VP24
- 2017 VS24
- 2017 VU24
- 2017 VV24
- 2017 VW24
- 2017 VZ24
- 2017 VB25
- 2017 VC25
- 2017 VD25
- 2017 VE25
- 2017 VG25
- 2017 VJ25
- 2017 VM25
- 2017 VP25
- 2017 VQ25
- 2017 VA26
- 2017 VE26
- 2017 VH26
- 2017 VN26
- 2017 VO26
- 2017 VR26
- 2017 VT26
- 2017 VU26
- 2017 VV26
- 2017 VW26
- 2017 VY26
- 2017 VH27
- 2017 VM27
- 2017 VN27
- 2017 VQ27
- 2017 VS27
- 2017 VT27
- 2017 VU27
- 2017 VV27
- 2017 VW27
- 2017 VE28
- 2017 VG28
- 2017 VH28
- 2017 VM28
- 2017 VN28
- 2017 VR28
- 2017 VV28
- 2017 VX28
- 2017 VZ28
- 2017 VG29
- 2017 VH29
- 2017 VK29
- 2017 VL29
- 2017 VM29
- 2017 VO29
- 2017 VR29
- 2017 VW29
- 2017 VA30
- 2017 VF30
- 2017 VJ30
- 2017 VL30
- 2017 VT30
- 2017 VU30
- 2017 VV30
- 2017 VX30
- 2017 VC31
- 2017 VP31
- 2017 VR31
- 2017 VX31
- 2017 VC32
- 2017 VG32
- 2017 VJ32
- 2017 VL32
- 2017 VM32
- 2017 VQ32
- 2017 VX32
- 2017 VY32
- 2017 VA33
- 2017 VB33
- 2017 VC33
- 2017 VG33
- 2017 VK33
- 2017 VL33
- 2017 VM33
- 2017 VU33
- 2017 VE34
- 2017 VF34
- 2017 VG34
- 2017 VJ34
- 2017 VK34
- 2017 VM34
- 2017 VO34
- 2017 VP34
- 2017 VQ34
- 2017 VS34
- 2017 VT34
- 2017 VU34
- 2017 VV34
- 2017 VW34
- 2017 VY34
- 2017 VZ34
- 2017 VD35
- 2017 VE35
- 2017 VF35
- 2017 VG35
- 2017 VJ35
- 2017 VK35
- 2017 VL35
- 2017 VM35
- 2017 VN35
- 2017 VO35
- 2017 VP35
- 2017 VQ35
- 2017 VR35
- 2017 VS35
- 2017 VT35
- 2017 VU35
- 2017 VV35
- 2017 VW35
- 2017 VX35
- 2017 VY35
- 2017 VZ35
- 2017 VA36
- 2017 VB36
- 2017 VC36
- 2017 VD36
- 2017 VE36
- 2017 VG36
- 2017 VH36
- 2017 VJ36
- 2017 VK36
- 2017 VL36
- 2017 VM36
- 2017 VN36
- 2017 VO36
- 2017 VP36
- 2017 VR36
- 2017 VS36
- 2017 VT36
- 2017 VU36
- 2017 VV36
- 2017 VW36
- 2017 VX36
- 2017 VY36
- 2017 VZ36
- 2017 VA37
- 2017 VB37
- 2017 VD37
- 2017 VE37
- 2017 VF37
- 2017 VG37
- 2017 VH37
- 2017 VJ37
- 2017 VK37
- 2017 VL37
- 2017 VO37
- 2017 VP37
- 2017 VQ37
- 2017 VR37
- 2017 VS37
- 2017 VV37
- 2017 VW37
- 2017 VY37
- 2017 VA38
- 2017 VC38
- 2017 VD38
- 2017 VE38
- 2017 VF38
- 2017 VG38
- 2017 VH38
- 2017 VJ38
- 2017 VK38
- 2017 VL38
- 2017 VN38
- 2017 VO38
- 2017 VP38
- 2017 VQ38
- 2017 VR38
- 2017 VT38
- 2017 VX38
- 2017 VY38
- 2017 VZ38
- 2017 VA39
- 2017 VB39
- 2017 VC39
- 2017 VD39
- 2017 VE39
- 2017 VG39
- 2017 VH39
- 2017 VJ39
- 2017 VL39
- 2017 VM39
- 2017 VO39
- 2017 VP39
- 2017 VQ39
- 2017 VR39
- 2017 VS39
- 2017 VV39
- 2017 VW39
- 2017 VX39
- 2017 VY39
- 2017 VZ39
- 2017 VA40
- 2017 VB40
- 2017 VE40
- 2017 VF40
- 2017 VG40
- 2017 VJ40
- 2017 VK40
- 2017 VL40
- 2017 VN40
- 2017 VQ40
- 2017 VR40
- 2017 VS40
- 2017 VT40
- 2017 VV40
- 2017 VW40
- 2017 VY40
- 2017 VZ40
- 2017 VA41
- 2017 VB41
- 2017 VC41
- 2017 VD41
- 2017 VE41
- 2017 VS41
- 2017 VU41
- 2017 VV41
- 2017 VY41
- 2017 VZ41
- 2017 VA42
- 2017 VC42
- 2017 VD42
- 2017 VF42
- 2017 VG42
- 2017 VJ42
- 2017 VM42
- 2017 VQ42
- 2017 VR42
- 2017 VT42
- 2017 VX42
- 2017 VY42
- 2017 VZ42
- 2017 VB43
- 2017 VE43
- 2017 VF43
- 2017 VJ43
- 2017 VK43
- 2017 VM43
- 2017 VN43
- 2017 VQ43
- 2017 VR43
- 2017 VT43
- 2017 VU43
- 2017 VV43
- 2017 VX43
- 2017 VY43
- 2017 VB44
- 2017 VC44
- 2017 VD44
- 2017 VE44
- 2017 VF44
- 2017 VG44
- 2017 VH44
- 2017 VJ44
- 2017 VK44
- 2017 VL44
- 2017 VN44
- 2017 VO44
- 2017 VP44
- 2017 VQ44
- 2017 VS44
- 2017 VT44
- 2017 VU44
- 2017 VW44
- 2017 VX44
- 2017 VY44
- 2017 VZ44
- 2017 VA45
- 2017 VB45
- 2017 VC45
- 2017 VD45
- 2017 VE45
- 2017 VF45
- 2017 VG45
- 2017 VH45
- 2017 VK45
- 2017 VL45
- 2017 VM45
- 2017 VN45
- 2017 VR45
- 2017 VS45
- 2017 VT45
- 2017 VU45
- 2017 VV45
- 2017 VW45
- 2017 VX45
- 2017 VY45
- 2017 VZ45
- 2017 VA46
- 2017 VB46
- 2017 VE46
- 2017 VF46
- 2017 VG46
- 2017 VH46
- 2017 VK46
- 2017 VM46
- 2017 VN46
- 2017 VO46
- 2017 VQ46
- 2017 VW46
- 2017 VX46
- 2017 VY46
- 2017 VZ46
- 2017 VA47
- 2017 VB47
- 2017 VC47
- 2017 VD47
- 2017 VF47
- 2017 VG47
- 2017 VH47
- 2017 VK47
- 2017 VL47
- 2017 VM47
- 2017 VN47
- 2017 VO47
- 2017 VP47
- 2017 VQ47
- 2017 VR47
- 2017 VS47
- 2017 VT47
- 2017 VU47
- 2017 VV47
- 2017 VW47
- 2017 VX47
- 2017 VY47
- 2017 VZ47
- 2017 VA48
- 2017 VB48
- 2017 VC48
- 2017 VD48
- 2017 VE48
- 2017 VF48
- 2017 VG48
- 2017 VH48
- 2017 VJ48
- 2017 VK48
- 2017 VL48
- 2017 VM48
- 2017 VN48
- 2017 VO48
- 2017 VP48
- 2017 VQ48
- 2017 VR48
- 2017 VS48
- 2017 VT48
- 2017 VU48
- 2017 VW48
- 2017 VX48
- 2017 VY48
- 2017 VZ48
- 2017 VA49
- 2017 VB49
- 2017 VC49
- 2017 VD49
- 2017 VE49
- 2017 VF49
- 2017 VG49
- 2017 VH49
- 2017 VJ49
- 2017 VK49
- 2017 VL49
- 2017 VM49
- 2017 VN49
- 2017 VO49
- 2017 VP49
- 2017 VQ49
- 2017 VR49
- 2017 VT49
- 2017 VU49
- 2017 VV49
- 2017 VW49
- 2017 VX49
- 2017 VY49
- 2017 VZ49
- 2017 VA50
- 2017 VB50
- 2017 VC50
- 2017 VD50
- 2017 VE50
- 2017 VF50
- 2017 VG50
- 2017 VH50
- 2017 VJ50
- 2017 VK50
- 2017 VM50
- 2017 VP50
- 2017 VS50
- 2017 VU50
- 2017 VV50
- 2017 VW50
- 2017 VY50
- 2017 VZ50
- 2017 VD51
- 2017 VE51
- 2017 VF51
- 2017 VG51
- 2017 VJ51
- 2017 VK51
- 2017 VL51
- 2017 VM51
- 2017 VN51
- 2017 VO51
- 2017 VP51
- 2017 VQ51
- 2017 VR51
- 2017 VS51
- 2017 VZ51
- 2017 VB52
- 2017 VC52
- 2017 VG52
- 2017 VH52
- 2017 VJ52
- 2017 VK52
- 2017 VL52
- 2017 VM52
- 2017 VN52
- 2017 VO52
- 2017 VP52
- 2017 VQ52
- 2017 VR52
- 2017 VT52
- 2017 VU52
- 2017 VY52
- 2017 VA53
- 2017 VD53
- 2017 VE53
- 2017 VF53
- 2017 VG53
- 2017 VH53
- 2017 VJ53
- 2017 VK53
- 2017 VL53
- 2017 VN53
- 2017 VO53
- 2017 VP53
- 2017 VQ53
- 2017 VS53
- 2017 VT53
- 2017 VU53
- 2017 VV53
- 2017 VX53
- 2017 VY53
- 2017 VZ53
- 2017 VA54
- 2017 VC54
- 2017 VF54
- 2017 VG54
- 2017 VH54
- 2017 VK54
- 2017 VM54
- 2017 VN54
- 2017 VO54
- 2017 VP54
- 2017 VQ54
- 2017 VR54
- 2017 VT54
- 2017 VU54
- 2017 VV54
- 2017 VW54
- 2017 VX54
- 2017 VY54
- 2017 VZ54
- 2017 VA55
- 2017 VB55
- 2017 VC55
- 2017 VD55
- 2017 VE55
- 2017 VF55
- 2017 VG55
- 2017 VH55
- 2017 VJ55
- 2017 VK55
- 2017 VL55
- 2017 VM55
- 2017 VN55
- 2017 VO55
- 2017 VP55
- 2017 VQ55
- 2017 VR55
- 2017 VS55
- 2017 VT55
- 2017 VU55
- 2017 VV55
- 2017 VW55
- 2017 VX55
- 2017 VY55
- 2017 VZ55
- 2017 VA56
- 2017 VB56
- 2017 VC56
- 2017 VD56
- 2017 VE56
- 2017 VF56
- 2017 VG56
- 2017 VH56
- 2017 VJ56
- 2017 VK56
- 2017 VL56
- 2017 VM56
- 2017 VN56
- 2017 VO56
- 2017 VP56
- 2017 VQ56
- 2017 VR56
- 2017 VS56
- 2017 VT56
- 2017 VU56
- 2017 VV56
- 2017 VW56
- 2017 VX56
- 2017 VY56
- 2017 VZ56
- 2017 VA57
- 2017 VB57
- 2017 VC57
- 2017 VD57
- 2017 VE57
- 2017 VF57
- 2017 VH57
- 2017 VJ57
- 2017 VK57
- 2017 VM57
- 2017 VN57
- 2017 VO57
- 2017 VP57
- 2017 VQ57
- 2017 VR57
- 2017 VS57
- 2017 VT57
- 2017 VX57
- 2017 VY57
- 2017 VZ57
- 2017 VA58
- 2017 VB58
- 2017 VC58
- 2017 VE58
- 2017 VG58
- 2017 VH58
- 2017 VJ58
- 2017 VK58
- 2017 VL58
- 2017 VM58
- 2017 VN58
- 2017 VO58
- 2017 VP58
- 2017 VQ58
- 2017 VS58
- 2017 VT58
- 2017 VU58
- 2017 VV58
- 2017 VW58
- 2017 VY58
- 2017 VZ58
- 2017 VB59
- 2017 VC59
- 2017 VD59
- 2017 VE59
- 2017 VF59
- 2017 VG59
- 2017 VH59
- 2017 VJ59
- 2017 VK59
- 2017 VL59
- 2017 VM59
- 2017 VN59
- 2017 VO59
- 2017 VP59
- 2017 VQ59
- 2017 VR59
- 2017 VS59
- 2017 VT59
- 2017 VU59
- 2017 VV59
- 2017 VW59
- 2017 VX59
- 2017 VY59
- 2017 VZ59
- 2017 VA60
- 2017 VB60
- 2017 VC60
- 2017 VD60
- 2017 VE60
- 2017 VF60
- 2017 VG60
- 2017 VH60
- 2017 VJ60
- 2017 VK60
- 2017 VL60
- 2017 VM60
- 2017 VN60
- 2017 VP60
- 2017 VR60
- 2017 VS60
- 2017 VT60
- 2017 VU60
- 2017 VV60
- 2017 VW60
- 2017 VX60
- 2017 VY60
- 2017 VZ60
- 2017 VA61
- 2017 VB61
- 2017 VC61
- 2017 VD61
- 2017 VE61
- 2017 VF61
- 2017 VG61
- 2017 VH61
- 2017 VJ61
- 2017 VK61
- 2017 VL61
- 2017 VM61
- 2017 VN61
- 2017 VO61
- 2017 VP61
- 2017 VQ61
- 2017 VR61
- 2017 VS61
- 2017 VT61
- 2017 VU61
- 2017 VW61
- 2017 VX61
- 2017 VY61
- 2017 VZ61
- 2017 VA62
- 2017 VB62
- 2017 VD62
- 2017 VF62
- 2017 VG62
- 2017 VH62
- 2017 VJ62
- 2017 VK62
- 2017 VL62
- 2017 VM62
- 2017 VP62
- 2017 VQ62
- 2017 VR62
- 2017 VS62
- 2017 VT62
- 2017 VU62
- 2017 VV62
- 2017 VW62
- 2017 VX62
- 2017 VY62
- 2017 VZ62
- 2017 VB63
- 2017 VC63
- 2017 VD63
- 2017 VE63
- 2017 VF63
- 2017 VG63
- 2017 VH63
- 2017 VN63
- 2017 VO63
- 2017 VP63
- 2017 VR63
- 2017 VS63
- 2017 VT63
- 2017 VU63
- 2017 VV63
- 2017 VW63
- 2017 VX63
- 2017 VY63
- 2017 VZ63
- 2017 VA64
- 2017 VB64
- 2017 VC64
- 2017 VD64
- 2017 VE64
- 2017 VF64
- 2017 VG64
- 2017 VH64
- 2017 VJ64
- 2017 VK64
- 2017 VL64
- 2017 VM64
- 2017 VN64
- 2017 VO64
- 2017 VP64
- 2017 VQ64
- 2017 VS64
- 2017 VT64
- 2017 VU64
- 2017 VV64
- 2017 VW64
- 2017 VX64
- 2017 VY64
- 2017 VZ64
- 2017 VA65
- 2017 VC65
- 2017 VD65
- 2017 VE65
- 2017 VF65
- 2017 VG65
- 2017 VH65
- 2017 VJ65
- 2017 VK65
- 2017 VM65
- 2017 VN65
- 2017 VO65
- 2017 VP65
- 2017 VQ65
- 2017 VR65
- 2017 VS65
- 2017 VT65
- 2017 VU65
- 2017 VV65
- 2017 VW65
- 2017 VX65
- 2017 VY65
- 2017 VZ65
- 2017 VA66
- 2017 VB66
- 2017 VC66
- 2017 VD66
- 2017 VH66
- 2017 VK66
- 2017 VL66
- 2017 VM66
- 2017 VN66
- 2017 VO66
- 2017 VP66
- 2017 VQ66
- 2017 VR66
- 2017 VS66
- 2017 VT66
- 2017 VU66
- 2017 VV66
- 2017 VW66
- 2017 VX66
- 2017 VZ66
- 2017 VA67
- 2017 VB67
- 2017 VC67
- 2017 VD67
- 2017 VF67
- 2017 VG67
- 2017 VH67
- 2017 VK67
- 2017 VL67
- 2017 VM67
- 2017 VN67
- 2017 VO67
- 2017 VP67
- 2017 VR67
- 2017 VS67
- 2017 VT67
- 2017 VU67
- 2017 VV67
- 2017 VW67
- 2017 VX67
- 2017 VZ67
- 2017 VA68
- 2017 VB68
- 2017 VE68
- 2017 VF68
- 2017 VG68
- 2017 VH68
- 2017 VJ68
- 2017 VK68
- 2017 VL68
- 2017 VM68
- 2017 VN68
- 2017 VO68
- 2017 VP68
- 2017 VQ68
- 2017 VR68
- 2017 VS68
- 2017 VT68
- 2017 VU68
- 2017 VV68
- 2017 VW68
- 2017 VX68
- 2017 VY68
- 2017 VZ68
- 2017 VA69
- 2017 VB69
- 2017 VC69
- 2017 VD69
- 2017 VE69
- 2017 VF69
- 2017 VG69
- 2017 VH69
- 2017 VJ69
- 2017 VK69
- 2017 VM69
- 2017 VN69
- 2017 VO69
- 2017 VP69
- 2017 VQ69
- 2017 VR69
- 2017 VS69
- 2017 VT69
- 2017 VU69
- 2017 VV69
- 2017 VW69
- 2017 VX69
- 2017 VY69
- 2017 VZ69
- 2017 VA70
- 2017 VB70
- 2017 VC70
- 2017 VD70
- 2017 VE70
- 2017 VF70
- 2017 VG70
- 2017 VH70
- 2017 VJ70
- 2017 VK70
- 2017 VL70
- 2017 VM70
- 2017 VP70
- 2017 VQ70
- 2017 VR70
- 2017 VS70
- 2017 VT70
- 2017 VU70
- 2017 VV70
- 2017 VW70
- 2017 VX70
- 2017 VY70
- 2017 VZ70
- 2017 VA71
- 2017 VB71
- 2017 VC71
- 2017 VE71
- 2017 VF71
- 2017 VG71
- 2017 VH71
- 2017 VJ71
- 2017 VK71
- 2017 VL71
- 2017 VM71
- 2017 VN71
- 2017 VO71
- 2017 VP71
- 2017 VQ71
- 2017 VR71
- 2017 VS71
- 2017 VT71
- 2017 VU71
- 2017 VV71
- 2017 VW71
- 2017 VX71
- 2017 VY71
- 2017 VZ71
- 2017 VA72
- 2017 VC72
- 2017 VD72
- 2017 VE72
- 2017 VF72
- 2017 VG72
- 2017 VH72
- 2017 VJ72
- 2017 VK72
- 2017 VL72
- 2017 VM72
- 2017 VP72
- 2017 VQ72
- 2017 VR72
- 2017 VT72
- 2017 VU72
- 2017 VV72
- 2017 VW72
- 2017 VX72
- 2017 VY72
- 2017 VZ72
- 2017 VB73
- 2017 VC73
- 2017 VD73
- 2017 VE73
- 2017 VF73
- 2017 VG73
- 2017 VH73
- 2017 VJ73
- 2017 VK73
- 2017 VL73
- 2017 VM73
- 2017 VN73
- 2017 VO73
- 2017 VP73
- 2017 VQ73
- 2017 VR73
- 2017 VS73
- 2017 VT73
- 2017 VU73
- 2017 VV73
- 2017 VW73
- 2017 VX73
- 2017 VY73
- 2017 VZ73
- 2017 VA74
- 2017 VB74
- 2017 VC74
- 2017 VD74
- 2017 VE74
- 2017 VF74
- 2017 VG74
- 2017 VH74
- 2017 VJ74
- 2017 VK74
- 2017 VL74
- 2017 VM74
- 2017 VN74
- 2017 VO74
- 2017 VP74
- 2017 VQ74
- 2017 VR74
- 2017 VS74
- 2017 VT74
- 2017 VU74
- 2017 VV74
- 2017 VW74
- 2017 VX74
- 2017 VY74
- 2017 VZ74
- 2017 VA75
- 2017 VB75
- 2017 VC75
- 2017 VD75
- 2017 VE75
- 2017 VF75
- 2017 VG75
- 2017 VH75
- 2017 VK75
- 2017 VL75
- 2017 VM75
- 2017 VN75
- 2017 VO75
- 2017 VP75
- 2017 VQ75
- 2017 VR75
- 2017 VT75
- 2017 VU75
- 2017 VV75
- 2017 VW75
- 2017 VX75
- 2017 VY75
- 2017 VZ75
- 2017 VB76
- 2017 VC76
- 2017 VD76
- 2017 VE76

### Du 16 au 30 novembre 2017
- 2017 WA
- 2017 WB
- 2017 WC
- 2017 WD
- 2017 WE
- 2017 WF
- 2017 WH
- 2017 WJ
- 2017 WK
- 2017 WP
- 2017 WQ
- 2017 WR
- 2017 WS
- 2017 WT
- 2017 WU
- 2017 WV
- 2017 WW
- 2017 WX
- 2017 WY
- 2017 WZ
- 2017 WA1
- 2017 WB1
- 2017 WD1
- 2017 WE1
- 2017 WF1
- 2017 WG1
- 2017 WH1
- 2017 WJ1
- 2017 WK1
- 2017 WL1
- 2017 WM1
- 2017 WN1
- 2017 WO1
- 2017 WP1
- 2017 WQ1
- 2017 WR1
- 2017 WS1
- 2017 WT1
- 2017 WU1
- 2017 WV1
- 2017 WW1
- 2017 WX1
- 2017 WY1
- 2017 WA2
- 2017 WB2
- 2017 WD2
- 2017 WE2
- 2017 WF2
- 2017 WG2
- 2017 WH2
- 2017 WJ2
- 2017 WK2
- 2017 WL2
- 2017 WM2
- 2017 WN2
- 2017 WO2
- 2017 WT2
- 2017 WU2
- 2017 WV2
- 2017 WD3
- 2017 WJ3
- 2017 WL3
- 2017 WM3
- 2017 WO3
- 2017 WU3
- 2017 WY3
- 2017 WC4
- 2017 WF4
- 2017 WH4
- 2017 WR4
- 2017 WU4
- 2017 WW4
- 2017 WX4
- 2017 WZ4
- 2017 WA5
- 2017 WB5
- 2017 WE5
- 2017 WF5
- 2017 WG5
- 2017 WH5
- 2017 WJ5
- 2017 WO5
- 2017 WS5
- 2017 WA6
- 2017 WG6
- 2017 WK6
- 2017 WM6
- 2017 WZ6
- 2017 WE7
- 2017 WG7
- 2017 WJ7
- 2017 WK7
- 2017 WL7
- 2017 WM7
- 2017 WO7
- 2017 WQ7
- 2017 WT7
- 2017 WV7
- 2017 WW7
- 2017 WX7
- 2017 WF8
- 2017 WH8
- 2017 WM8
- 2017 WN8
- 2017 WP8
- 2017 WT8
- 2017 WY8
- 2017 WA9
- 2017 WB9
- 2017 WE9
- 2017 WH9
- 2017 WD10
- 2017 WK10
- 2017 WL10
- 2017 WM10
- 2017 WO10
- 2017 WP10
- 2017 WQ10
- 2017 WR10
- 2017 WS10
- 2017 WX10
- 2017 WZ10
- 2017 WA11
- 2017 WC11
- 2017 WH11
- 2017 WJ11
- 2017 WK11
- 2017 WL11
- 2017 WN11
- 2017 WO11
- 2017 WP11
- 2017 WQ11
- 2017 WR11
- 2017 WT11
- 2017 WU11
- 2017 WV11
- 2017 WW11
- 2017 WX11
- 2017 WZ11
- 2017 WA12
- 2017 WB12
- 2017 WD12
- 2017 WE12
- 2017 WH12
- 2017 WK12
- 2017 WL12
- 2017 WP12
- 2017 WQ12
- 2017 WR12
- 2017 WS12
- 2017 WT12
- 2017 WU12
- 2017 WV12
- 2017 WW12
- 2017 WX12
- 2017 WY12
- 2017 WZ12
- 2017 WA13
- 2017 WB13
- 2017 WC13
- 2017 WD13
- 2017 WE13
- 2017 WF13
- 2017 WG13
- 2017 WH13
- 2017 WJ13
- 2017 WK13
- 2017 WL13
- 2017 WM13
- 2017 WN13
- 2017 WO13
- 2017 WP13
- 2017 WQ13
- 2017 WR13
- 2017 WS13
- 2017 WT13
- 2017 WU13
- 2017 WV13
- 2017 WW13
- 2017 WX13
- 2017 WY13
- 2017 WZ13
- 2017 WA14
- 2017 WB14
- 2017 WC14
- 2017 WD14
- 2017 WE14
- 2017 WG14
- 2017 WJ14
- 2017 WK14
- 2017 WL14
- 2017 WM14
- 2017 WN14
- 2017 WO14
- 2017 WR14
- 2017 WT14
- 2017 WV14
- 2017 WW14
- 2017 WX14
- 2017 WY14
- 2017 WZ14
- 2017 WA15
- 2017 WC15
- 2017 WD15
- 2017 WE15
- 2017 WF15
- 2017 WG15
- 2017 WH15
- 2017 WJ15
- 2017 WK15
- 2017 WL15
- 2017 WM15
- 2017 WN15
- 2017 WO15
- 2017 WP15
- 2017 WQ15
- 2017 WR15
- 2017 WS15
- 2017 WT15
- 2017 WU15
- 2017 WW15
- 2017 WX15
- 2017 WA16
- 2017 WB16
- 2017 WC16
- 2017 WD16
- 2017 WE16
- 2017 WF16
- 2017 WG16
- 2017 WH16
- 2017 WJ16
- 2017 WK16
- 2017 WL16
- 2017 WM16
- 2017 WN16
- 2017 WO16
- 2017 WP16
- 2017 WQ16
- 2017 WR16
- 2017 WS16
- 2017 WZ16
- 2017 WB17
- 2017 WC17
- 2017 WH17
- 2017 WJ17
- 2017 WK17
- 2017 WM17
- 2017 WP17
- 2017 WX17
- 2017 WA18
- 2017 WD18
- 2017 WE18
- 2017 WJ18
- 2017 WN18
- 2017 WP18
- 2017 WR18
- 2017 WV18
- 2017 WZ18
- 2017 WA19
- 2017 WB19
- 2017 WF19
- 2017 WG19
- 2017 WH19
- 2017 WK19
- 2017 WL19
- 2017 WM19
- 2017 WR19
- 2017 WT19
- 2017 WV19
- 2017 WX19
- 2017 WY19
- 2017 WZ19
- 2017 WB20
- 2017 WD20
- 2017 WE20
- 2017 WG20
- 2017 WJ20
- 2017 WN20
- 2017 WO20
- 2017 WT20
- 2017 WU20
- 2017 WW20
- 2017 WD21
- 2017 WT21
- 2017 WX21
- 2017 WM22
- 2017 WZ22
- 2017 WB23
- 2017 WC23
- 2017 WE23
- 2017 WH23
- 2017 WJ23
- 2017 WK23
- 2017 WL23
- 2017 WP23
- 2017 WR23
- 2017 WS23
- 2017 WA24
- 2017 WC24
- 2017 WD24
- 2017 WE24
- 2017 WG24
- 2017 WH24
- 2017 WM24
- 2017 WN24
- 2017 WQ24
- 2017 WR24
- 2017 WT24
- 2017 WW24
- 2017 WB25
- 2017 WC25
- 2017 WF25
- 2017 WL25
- 2017 WM25
- 2017 WQ25
- 2017 WY25
- 2017 WC26
- 2017 WJ26
- 2017 WM26
- 2017 WN26
- 2017 WO26
- 2017 WQ26
- 2017 WS26
- 2017 WT26
- 2017 WC27
- 2017 WG27
- 2017 WT27
- 2017 WW27
- 2017 WX27
- 2017 WY27
- 2017 WZ27
- 2017 WA28
- 2017 WB28
- 2017 WC28
- 2017 WD28
- 2017 WE28
- 2017 WF28
- 2017 WG28
- 2017 WH28
- 2017 WJ28
- 2017 WK28
- 2017 WL28
- 2017 WM28
- 2017 WN28
- 2017 WO28
- 2017 WP28
- 2017 WQ28
- 2017 WR28
- 2017 WS28
- 2017 WT28
- 2017 WU28
- 2017 WV28
- 2017 WX28
- 2017 WY28
- 2017 WZ28
- 2017 WA29
- 2017 WB29
- 2017 WC29
- 2017 WD29
- 2017 WE29
- 2017 WF29
- 2017 WG29
- 2017 WK29
- 2017 WT29
- 2017 WW29
- 2017 WA30
- 2017 WD30
- 2017 WE30
- 2017 WF30
- 2017 WH30
- 2017 WJ30
- 2017 WM30
- 2017 WN30
- 2017 WO30
- 2017 WP30
- 2017 WR30
- 2017 WS30
- 2017 WU30
- 2017 WV30
- 2017 WW30
- 2017 WX30
- 2017 WY30
- 2017 WZ30
- 2017 WA31
- 2017 WB31
- 2017 WC31
- 2017 WE31
- 2017 WF31
- 2017 WG31
- 2017 WH31
- 2017 WJ31
- 2017 WK31
- 2017 WL31
- 2017 WM31
- 2017 WN31
- 2017 WO31
- 2017 WP31
- 2017 WS31
- 2017 WT31
- 2017 WU31
- 2017 WV31
- 2017 WW31
- 2017 WX31
- 2017 WY31
- 2017 WZ31
- 2017 WA32
- 2017 WB32
- 2017 WC32
- 2017 WD32
- 2017 WE32
- 2017 WG32
- 2017 WH32
- 2017 WK32
- 2017 WL32
- 2017 WM32
- 2017 WN32
- 2017 WO32
- 2017 WP32
- 2017 WQ32
- 2017 WR32
- 2017 WT32
- 2017 WU32
- 2017 WV32
- 2017 WW32
- 2017 WX32
- 2017 WY32
- 2017 WZ32
- 2017 WA33
- 2017 WB33
- 2017 WC33
- 2017 WD33
- 2017 WE33
- 2017 WF33
- 2017 WG33
- 2017 WH33
- 2017 WJ33
- 2017 WK33
- 2017 WL33
- 2017 WM33
- 2017 WO33
- 2017 WP33
- 2017 WQ33
- 2017 WR33
- 2017 WS33
- 2017 WT33
- 2017 WU33
- 2017 WX33
- 2017 WY33
- 2017 WZ33
- 2017 WA34
- 2017 WB34
- 2017 WC34
- 2017 WE34
- 2017 WF34
- 2017 WG34
- 2017 WH34
- 2017 WJ34
- 2017 WK34
- 2017 WL34
- 2017 WM34
- 2017 WN34
- 2017 WO34
- 2017 WP34
- 2017 WQ34
- 2017 WR34
- 2017 WT34
- 2017 WU34
- 2017 WV34
- 2017 WW34
- 2017 WY34
- 2017 WA35
- 2017 WB35
- 2017 WC35
- 2017 WD35
- 2017 WE35
- 2017 WF35
- 2017 WH35
- 2017 WJ35
- 2017 WK35
- 2017 WL35
- 2017 WM35
- 2017 WN35
- 2017 WO35
- 2017 WQ35
- 2017 WR35
- 2017 WS35
- 2017 WT35
- 2017 WU35
- 2017 WV35
- 2017 WW35
- 2017 WX35
- 2017 WY35
- 2017 WZ35
- 2017 WE36
- 2017 WF36
- 2017 WG36
- 2017 WH36
- 2017 WJ36
- 2017 WK36
- 2017 WL36
- 2017 WM36
- 2017 WN36
- 2017 WO36
- 2017 WP36
- 2017 WR36
- 2017 WS36
- 2017 WT36
- 2017 WU36
- 2017 WV36
- 2017 WW36
- 2017 WY36
- 2017 WZ36
- 2017 WA37
- 2017 WB37
- 2017 WC37
- 2017 WD37
- 2017 WE37
- 2017 WF37
- 2017 WG37
- 2017 WH37
- 2017 WJ37
- 2017 WK37
- 2017 WL37
- 2017 WM37
- 2017 WN37
- 2017 WO37
- 2017 WP37
- 2017 WQ37
- 2017 WR37
- 2017 WS37
- 2017 WT37
- 2017 WU37
- 2017 WV37
- 2017 WW37
- 2017 WX37
- 2017 WZ37
- 2017 WA38
- 2017 WB38
- 2017 WD38
- 2017 WF38
- 2017 WH38
- 2017 WJ38
- 2017 WK38
- 2017 WL38
- 2017 WM38
- 2017 WN38
- 2017 WO38
- 2017 WQ38
- 2017 WS38
- 2017 WT38
- 2017 WU38
- 2017 WV38
- 2017 WW38
- 2017 WX38
- 2017 WY38
- 2017 WZ38
- 2017 WB39
- 2017 WC39
- 2017 WD39
- 2017 WE39
- 2017 WF39
- 2017 WG39
- 2017 WH39
- 2017 WJ39
- 2017 WL39
- 2017 WM39
- 2017 WN39
- 2017 WP39
- 2017 WQ39
- 2017 WR39
- 2017 WS39
- 2017 WT39
- 2017 WU39
- 2017 WV39
- 2017 WW39
- 2017 WX39
- 2017 WY39
- 2017 WA40
- 2017 WC40
- 2017 WD40
- 2017 WE40
- 2017 WF40
- 2017 WG40
- 2017 WH40
- 2017 WJ40
- 2017 WM40
- 2017 WN40
- 2017 WO40
- 2017 WQ40
- 2017 WR40
- 2017 WS40
- 2017 WT40
- 2017 WW40
- 2017 WX40
- 2017 WZ40
- 2017 WA41
- 2017 WB41
- 2017 WC41
- 2017 WD41
- 2017 WE41
- 2017 WH41
- 2017 WJ41
- 2017 WK41
- 2017 WM41
- 2017 WN41
- 2017 WP41
- 2017 WQ41
- 2017 WR41
- 2017 WS41
- 2017 WT41
- 2017 WU41
- 2017 WV41
- 2017 WX41
- 2017 WA42
- 2017 WB42
- 2017 WD42
- 2017 WE42
- 2017 WG42
- 2017 WH42
- 2017 WJ42
- 2017 WK42
- 2017 WL42
- 2017 WM42
- 2017 WN42
- 2017 WO42
- 2017 WP42
- 2017 WQ42
- 2017 WR42
- 2017 WS42
- 2017 WU42
- 2017 WV42
- 2017 WW42
- 2017 WX42
- 2017 WB43
- 2017 WC43
- 2017 WF43
- 2017 WK43
- 2017 WP43
- 2017 WQ43
- 2017 WS43
- 2017 WT43
- 2017 WU43
- 2017 WV43
- 2017 WW43
- 2017 WY43
- 2017 WZ43
- 2017 WB44
- 2017 WD44
- 2017 WF44
- 2017 WH44
- 2017 WJ44
- 2017 WL44
- 2017 WO44
- 2017 WT44
- 2017 WD45
- 2017 WF45
- 2017 WG45
- 2017 WK45
- 2017 WL45
- 2017 WN45
- 2017 WP45
- 2017 WQ45
- 2017 WS45
- 2017 WU45
- 2017 WW45
- 2017 WB46
- 2017 WC46
- 2017 WG46
- 2017 WH46
- 2017 WL46
- 2017 WM46
- 2017 WN46
- 2017 WP46
- 2017 WQ46
- 2017 WR46
- 2017 WV46
- 2017 WW46
- 2017 WX46
- 2017 WY46
- 2017 WZ46
- 2017 WB47
- 2017 WC47
- 2017 WE47
- 2017 WF47
- 2017 WG47
- 2017 WJ47
- 2017 WK47
- 2017 WN47
- 2017 WO47
- 2017 WQ47
- 2017 WS47
- 2017 WU47
- 2017 WW47
- 2017 WX47
- 2017 WA48
- 2017 WC48
- 2017 WE48
- 2017 WG48
- 2017 WH48
- 2017 WJ48
- 2017 WL48
- 2017 WN48
- 2017 WO48
- 2017 WP48
- 2017 WQ48
- 2017 WR48
- 2017 WS48
- 2017 WT48
- 2017 WU48
- 2017 WV48
- 2017 WW48
- 2017 WX48
- 2017 WY48
- 2017 WZ48
- 2017 WA49
- 2017 WB49
- 2017 WC49
- 2017 WD49
- 2017 WE49
- 2017 WF49
- 2017 WG49
- 2017 WK49
- 2017 WL49
- 2017 WM49
- 2017 WN49
- 2017 WQ49
- 2017 WX49
- 2017 WB50
- 2017 WC50
- 2017 WD50
- 2017 WF50
- 2017 WG50
- 2017 WH50
- 2017 WJ50
- 2017 WK50
- 2017 WL50
- 2017 WM50
- 2017 WN50
- 2017 WO50
- 2017 WP50
- 2017 WQ50
- 2017 WR50
- 2017 WT50
- 2017 WU50
- 2017 WV50
- 2017 WW50
- 2017 WX50
- 2017 WY50
- 2017 WZ50
- 2017 WA51
- 2017 WB51
- 2017 WE51
- 2017 WF51
- 2017 WH51
- 2017 WJ51
- 2017 WL51
- 2017 WM51
- 2017 WR51
- 2017 WT51
- 2017 WU51
- 2017 WV51
- 2017 WW51
- 2017 WX51
- 2017 WY51
- 2017 WZ51
- 2017 WA52
- 2017 WB52
- 2017 WC52
- 2017 WE52
- 2017 WF52
- 2017 WG52
- 2017 WH52
- 2017 WJ52
- 2017 WK52
- 2017 WL52
- 2017 WM52
- 2017 WN52
- 2017 WP52
- 2017 WR52
- 2017 WS52
- 2017 WU52
- 2017 WV52
- 2017 WW52
- 2017 WX52
- 2017 WZ52
- 2017 WA53
- 2017 WC53
- 2017 WD53
- 2017 WE53
- 2017 WF53
- 2017 WG53
- 2017 WJ53
- 2017 WK53
- 2017 WM53
- 2017 WN53
- 2017 WO53
- 2017 WP53
- 2017 WQ53
- 2017 WR53
- 2017 WS53
- 2017 WT53
- 2017 WV53
- 2017 WZ53
- 2017 WB54
- 2017 WD54
- 2017 WE54
- 2017 WF54
- 2017 WG54
- 2017 WH54
- 2017 WK54
- 2017 WL54
- 2017 WM54
- 2017 WN54
- 2017 WP54
- 2017 WQ54
- 2017 WR54
- 2017 WS54
- 2017 WT54
- 2017 WV54
- 2017 WW54
- 2017 WX54
- 2017 WY54
- 2017 WZ54
- 2017 WA55
- 2017 WB55
- 2017 WC55
- 2017 WD55
- 2017 WE55
- 2017 WH55
- 2017 WK55
- 2017 WL55
- 2017 WM55
- 2017 WN55
- 2017 WO55
- 2017 WP55
- 2017 WQ55
- 2017 WR55
- 2017 WS55
- 2017 WT55
- 2017 WU55
- 2017 WV55
- 2017 WW55
- 2017 WX55
- 2017 WY55
- 2017 WZ55
- 2017 WA56
- 2017 WB56
- 2017 WC56
- 2017 WD56
- 2017 WE56
- 2017 WF56
- 2017 WG56
- 2017 WH56
- 2017 WJ56
- 2017 WK56
- 2017 WM56
- 2017 WN56
- 2017 WO56
- 2017 WP56
- 2017 WQ56
- 2017 WR56
- 2017 WS56
- 2017 WT56
- 2017 WU56
- 2017 WV56
- 2017 WW56
- 2017 WX56
- 2017 WY56
- 2017 WZ56
- 2017 WA57
- 2017 WB57
- 2017 WC57
- 2017 WD57
- 2017 WE57
- 2017 WF57
- 2017 WG57
- 2017 WH57
- 2017 WJ57
- 2017 WK57
- 2017 WL57
- 2017 WM57
- 2017 WN57
- 2017 WO57
- 2017 WP57
- 2017 WR57
- 2017 WS57
- 2017 WT57
- 2017 WU57
- 2017 WV57
- 2017 WW57
- 2017 WX57
- 2017 WY57
- 2017 WZ57
- 2017 WA58
- 2017 WB58
- 2017 WC58
- 2017 WD58
- 2017 WE58
- 2017 WF58
- 2017 WH58
- 2017 WJ58
- 2017 WK58
- 2017 WL58
- 2017 WM58
- 2017 WN58
- 2017 WP58
- 2017 WQ58
- 2017 WR58
- 2017 WS58
- 2017 WT58
- 2017 WV58
- 2017 WW58
- 2017 WX58
- 2017 WZ58
- 2017 WA59
- 2017 WB59
- 2017 WC59
- 2017 WD59
- 2017 WE59
- 2017 WF59
- 2017 WG59
- 2017 WH59
- 2017 WJ59
- 2017 WK59
- 2017 WL59
- 2017 WM59
- 2017 WN59
- 2017 WP59
- 2017 WQ59
- 2017 WR59
- 2017 WT59
- 2017 WU59
- 2017 WV59
- 2017 WW59
- 2017 WX59
- 2017 WY59
- 2017 WZ59
- 2017 WA60
- 2017 WB60
- 2017 WC60
- 2017 WD60
- 2017 WE60
- 2017 WF60
- 2017 WG60
- 2017 WH60
- 2017 WJ60
- 2017 WK60
- 2017 WM60
- 2017 WN60
- 2017 WP60
- 2017 WQ60
- 2017 WS60
- 2017 WV60
- 2017 WW60
- 2017 WX60
- 2017 WY60
- 2017 WZ60
- 2017 WA61
- 2017 WC61
- 2017 WD61
- 2017 WE61
- 2017 WF61
- 2017 WG61
- 2017 WH61
- 2017 WJ61
- 2017 WK61
- 2017 WL61
- 2017 WM61
- 2017 WN61
- 2017 WO61
- 2017 WP61
- 2017 WQ61
- 2017 WR61
- 2017 WS61
- 2017 WW61
- 2017 WZ61
- 2017 WA62
- 2017 WB62
- 2017 WD62
- 2017 WE62
- 2017 WF62
- 2017 WG62
- 2017 WH62
- 2017 WJ62
- 2017 WK62
- 2017 WL62
- 2017 WM62
- 2017 WN62
- 2017 WO62
- 2017 WQ62
- 2017 WR62
- 2017 WS62
- 2017 WT62
- 2017 WU62
- 2017 WV62
- 2017 WW62
- 2017 WY62
- 2017 WZ62
- 2017 WA63
- 2017 WB63
- 2017 WC63
- 2017 WD63
- 2017 WF63
- 2017 WG63
- 2017 WJ63
- 2017 WK63
- 2017 WM63
- 2017 WN63
- 2017 WO63
- 2017 WQ63
- 2017 WT63
- 2017 WX63
- 2017 WY63
- 2017 WA64
- 2017 WB64
- 2017 WC64
- 2017 WD64
- 2017 WE64
- 2017 WF64
- 2017 WJ64
- 2017 WK64
- 2017 WL64
- 2017 WM64
- 2017 WN64
- 2017 WO64
- 2017 WS64
- 2017 WT64
- 2017 WU64
- 2017 WV64
- 2017 WW64
- 2017 WX64
- 2017 WY64
- 2017 WZ64
- 2017 WA65
- 2017 WB65
- 2017 WC65
- 2017 WD65
- 2017 WE65
- 2017 WH65
- 2017 WJ65
- 2017 WK65
- 2017 WL65
- 2017 WM65
- 2017 WN65
- 2017 WO65
- 2017 WP65
- 2017 WQ65
- 2017 WR65
- 2017 WS65
- 2017 WT65
- 2017 WU65
- 2017 WV65
- 2017 WW65
- 2017 WX65
- 2017 WY65
- 2017 WZ65
- 2017 WA66
- 2017 WB66
- 2017 WC66
- 2017 WD66
- 2017 WE66
- 2017 WF66
- 2017 WH66
- 2017 WJ66
- 2017 WK66
- 2017 WO66
- 2017 WP66
- 2017 WQ66
- 2017 WR66
- 2017 WS66
- 2017 WT66
- 2017 WU66
- 2017 WV66
- 2017 WW66
- 2017 WX66
- 2017 WZ66
- 2017 WB67
- 2017 WC67
- 2017 WD67
- 2017 WE67
- 2017 WG67
- 2017 WH67
- 2017 WJ67
- 2017 WL67
- 2017 WM67
- 2017 WO67
- 2017 WQ67
- 2017 WR67
- 2017 WT67
- 2017 WU67
- 2017 WV67
- 2017 WW67
- 2017 WX67
- 2017 WY67
- 2017 WZ67
- 2017 WA68
- 2017 WB68
- 2017 WC68
- 2017 WE68
- 2017 WH68
- 2017 WJ68
- 2017 WK68
- 2017 WL68
- 2017 WN68
- 2017 WO68
- 2017 WP68
- 2017 WQ68
- 2017 WR68
- 2017 WS68
- 2017 WT68
- 2017 WU68
- 2017 WV68
- 2017 WW68
- 2017 WX68
- 2017 WY68
- 2017 WZ68
- 2017 WA69
- 2017 WB69
- 2017 WC69
- 2017 WD69
- 2017 WE69
- 2017 WF69
- 2017 WG69
- 2017 WH69
- 2017 WJ69
- 2017 WK69
- 2017 WL69
- 2017 WN69
- 2017 WO69
- 2017 WP69
- 2017 WQ69
- 2017 WS69
- 2017 WT69
- 2017 WU69
- 2017 WV69
- 2017 WW69
- 2017 WX69
- 2017 WY69
- 2017 WZ69
- 2017 WA70
- 2017 WB70
- 2017 WC70
- 2017 WD70
- 2017 WE70
- 2017 WF70
- 2017 WG70
- 2017 WH70
- 2017 WJ70
- 2017 WL70
- 2017 WM70
- 2017 WN70
- 2017 WO70
- 2017 WP70
- 2017 WR70
- 2017 WS70
- 2017 WT70
- 2017 WU70
- 2017 WV70
- 2017 WW70
- 2017 WX70
- 2017 WY70
- 2017 WA71
- 2017 WB71
- 2017 WC71
- 2017 WD71
- 2017 WE71
- 2017 WF71
- 2017 WG71
- 2017 WH71
- 2017 WJ71
- 2017 WK71
- 2017 WL71
- 2017 WM71
- 2017 WN71
- 2017 WP71
- 2017 WR71
- 2017 WS71
- 2017 WT71
- 2017 WU71
- 2017 WW71
- 2017 WX71
- 2017 WY71
- 2017 WZ71
- 2017 WA72
- 2017 WB72
- 2017 WC72
- 2017 WD72
- 2017 WE72
- 2017 WF72
- 2017 WG72
- 2017 WH72
- 2017 WJ72
- 2017 WK72
- 2017 WL72
- 2017 WM72
- 2017 WO72
- 2017 WP72
- 2017 WQ72
- 2017 WR72
- 2017 WS72
- 2017 WT72
- 2017 WU72
- 2017 WV72
- 2017 WW72
- 2017 WX72
- 2017 WY72
- 2017 WZ72
- 2017 WA73
- 2017 WB73
- 2017 WC73
- 2017 WD73
- 2017 WE73
- 2017 WF73
- 2017 WG73
- 2017 WH73
- 2017 WJ73
- 2017 WK73
- 2017 WL73
- 2017 WM73
- 2017 WN73
- 2017 WO73
- 2017 WP73
- 2017 WQ73
- 2017 WR73
- 2017 WS73
- 2017 WT73
- 2017 WU73
- 2017 WV73
- 2017 WW73
- 2017 WX73
- 2017 WY73
- 2017 WZ73
- 2017 WA74
- 2017 WB74
- 2017 WC74
- 2017 WD74
- 2017 WE74
- 2017 WF74
- 2017 WG74
- 2017 WH74
- 2017 WJ74
- 2017 WK74
- 2017 WL74
- 2017 WM74
- 2017 WN74
- 2017 WO74
- 2017 WP74
- 2017 WQ74
- 2017 WR74
- 2017 WS74
- 2017 WT74
- 2017 WU74
- 2017 WV74
- 2017 WW74
- 2017 WX74
- 2017 WY74
- 2017 WZ74
- 2017 WA75
- 2017 WB75
- 2017 WC75
- 2017 WD75
- 2017 WE75
- 2017 WF75
- 2017 WG75
- 2017 WH75
- 2017 WJ75
- 2017 WK75
- 2017 WL75
- 2017 WM75
- 2017 WN75
- 2017 WO75
- 2017 WQ75
- 2017 WR75
- 2017 WS75
- 2017 WT75
- 2017 WU75
- 2017 WV75
- 2017 WW75
- 2017 WX75
- 2017 WY75
- 2017 WZ75
- 2017 WA76
- 2017 WB76
- 2017 WC76
- 2017 WD76
- 2017 WE76
- 2017 WF76
- 2017 WG76
- 2017 WH76
- 2017 WJ76
- 2017 WK76
- 2017 WL76
- 2017 WM76
- 2017 WN76
- 2017 WO76
- 2017 WP76
- 2017 WQ76
- 2017 WR76
- 2017 WS76
- 2017 WU76
- 2017 WV76
- 2017 WX76
- 2017 WY76
- 2017 WA77
- 2017 WB77
- 2017 WC77
- 2017 WD77
- 2017 WE77
- 2017 WF77
- 2017 WG77
- 2017 WH77
- 2017 WJ77
- 2017 WK77
- 2017 WL77
- 2017 WM77
- 2017 WO77
- 2017 WP77
- 2017 WQ77
- 2017 WR77
- 2017 WS77
- 2017 WT77
- 2017 WU77
- 2017 WV77
- 2017 WW77
- 2017 WY77
- 2017 WZ77
- 2017 WA78
- 2017 WB78
- 2017 WC78
- 2017 WD78
- 2017 WE78
- 2017 WF78
- 2017 WG78
- 2017 WH78
- 2017 WJ78
- 2017 WK78
- 2017 WL78
- 2017 WN78
- 2017 WO78
- 2017 WP78
- 2017 WQ78
- 2017 WR78
- 2017 WS78
- 2017 WT78
- 2017 WU78
- 2017 WV78
- 2017 WW78
- 2017 WX78
- 2017 WY78
- 2017 WZ78
- 2017 WA79
- 2017 WC79
- 2017 WD79
- 2017 WE79
- 2017 WF79
- 2017 WG79
- 2017 WH79
- 2017 WJ79
- 2017 WK79
- 2017 WL79
- 2017 WM79
- 2017 WN79
- 2017 WO79
- 2017 WP79
- 2017 WQ79
- 2017 WS79
- 2017 WT79
- 2017 WU79
- 2017 WV79
- 2017 WW79
- 2017 WX79
- 2017 WY79
- 2017 WZ79
- 2017 WA80
- 2017 WB80
- 2017 WC80
- 2017 WD80
- 2017 WF80
- 2017 WG80
- 2017 WH80
- 2017 WJ80
- 2017 WK80
- 2017 WL80
- 2017 WN80
- 2017 WO80
- 2017 WP80
- 2017 WR80
- 2017 WS80
- 2017 WT80
- 2017 WU80
- 2017 WV80
- 2017 WW80
- 2017 WX80
- 2017 WY80
- 2017 WZ80
- 2017 WA81
- 2017 WB81
- 2017 WC81
- 2017 WD81
- 2017 WE81
- 2017 WF81
- 2017 WG81
- 2017 WH81
- 2017 WK81
- 2017 WL81
- 2017 WM81
- 2017 WN81
- 2017 WO81
- 2017 WP81
- 2017 WQ81
- 2017 WR81
- 2017 WS81
- 2017 WT81
- 2017 WU81
- 2017 WW81
- 2017 WX81
- 2017 WY81
- 2017 WZ81
- 2017 WA82
- 2017 WB82
- 2017 WC82
- 2017 WD82
- 2017 WE82
- 2017 WF82
- 2017 WG82
- 2017 WH82
- 2017 WJ82
- 2017 WK82
- 2017 WL82
- 2017 WM82
- 2017 WN82
- 2017 WO82
- 2017 WP82
- 2017 WQ82
- 2017 WR82
- 2017 WS82
- 2017 WT82
- 2017 WU82
- 2017 WV82
- 2017 WW82
- 2017 WX82
- 2017 WY82
- 2017 WZ82
- 2017 WA83
- 2017 WB83
- 2017 WC83
- 2017 WD83
- 2017 WE83
- 2017 WF83
- 2017 WG83
- 2017 WH83
- 2017 WJ83
- 2017 WK83
- 2017 WL83
- 2017 WM83
- 2017 WN83
- 2017 WO83
- 2017 WP83
- 2017 WQ83
- 2017 WR83
- 2017 WS83
- 2017 WT83
- 2017 WU83
- 2017 WV83
- 2017 WW83
- 2017 WX83
- 2017 WZ83
- 2017 WB84
- 2017 WC84
- 2017 WD84
- 2017 WE84
- 2017 WF84
- 2017 WG84
- 2017 WH84
- 2017 WJ84
- 2017 WL84
- 2017 WM84
- 2017 WN84
- 2017 WO84
- 2017 WP84
- 2017 WQ84
- 2017 WR84
- 2017 WS84
- 2017 WT84
- 2017 WU84
- 2017 WV84
- 2017 WW84
- 2017 WX84
- 2017 WY84
- 2017 WZ84
- 2017 WA85
- 2017 WB85
- 2017 WC85
- 2017 WD85
- 2017 WE85
- 2017 WF85
- 2017 WG85
- 2017 WH85
- 2017 WJ85
- 2017 WK85
- 2017 WM85
- 2017 WN85
- 2017 WO85
- 2017 WP85
- 2017 WQ85
- 2017 WR85
- 2017 WS85
- 2017 WT85
- 2017 WV85
- 2017 WW85
- 2017 WY85
- 2017 WZ85
- 2017 WA86
- 2017 WB86
- 2017 WC86
- 2017 WD86
- 2017 WE86
- 2017 WF86
- 2017 WG86
- 2017 WH86
- 2017 WJ86
- 2017 WL86
- 2017 WM86
- 2017 WN86
- 2017 WO86
- 2017 WP86
- 2017 WQ86
- 2017 WR86
- 2017 WS86
- 2017 WU86
- 2017 WV86
- 2017 WW86
- 2017 WY86
- 2017 WZ86
- 2017 WA87
- 2017 WB87
- 2017 WC87
- 2017 WD87
- 2017 WF87
- 2017 WG87
- 2017 WH87
- 2017 WJ87
- 2017 WK87
- 2017 WM87
- 2017 WN87
- 2017 WO87
- 2017 WP87
- 2017 WQ87
- 2017 WR87
- 2017 WS87
- 2017 WT87
- 2017 WU87
- 2017 WV87
- 2017 WW87
- 2017 WX87
- 2017 WY87
- 2017 WZ87
- 2017 WA88
- 2017 WB88
- 2017 WC88
- 2017 WD88
- 2017 WE88
- 2017 WF88
- 2017 WG88
- 2017 WH88
- 2017 WJ88
- 2017 WK88
- 2017 WL88
- 2017 WM88
- 2017 WN88
- 2017 WO88
- 2017 WP88
- 2017 WQ88
- 2017 WS88
- 2017 WT88
- 2017 WU88
- 2017 WW88
- 2017 WX88
- 2017 WY88
- 2017 WZ88
- 2017 WA89
- 2017 WB89
- 2017 WC89
- 2017 WD89
- 2017 WE89
- 2017 WF89
- 2017 WG89
- 2017 WH89
- 2017 WJ89
- 2017 WK89
- 2017 WL89
- 2017 WM89
- 2017 WN89
- 2017 WO89
- 2017 WP89
- 2017 WQ89
- 2017 WR89
- 2017 WS89
- 2017 WT89
- 2017 WV89
- 2017 WW89
- 2017 WX89
- 2017 WY89
- 2017 WZ89
- 2017 WA90
- 2017 WB90
- 2017 WC90
- 2017 WD90
- 2017 WE90
- 2017 WG90
- 2017 WH90
- 2017 WJ90
- 2017 WK90
- 2017 WL90
- 2017 WM90
- 2017 WN90
- 2017 WO90
- 2017 WP90
- 2017 WS90
- 2017 WT90
- 2017 WU90
- 2017 WW90
- 2017 WX90
- 2017 WY90
- 2017 WZ90
- 2017 WA91
- 2017 WB91
- 2017 WC91
- 2017 WE91
- 2017 WF91
- 2017 WG91
- 2017 WH91
- 2017 WJ91
- 2017 WK91
- 2017 WL91
- 2017 WM91
- 2017 WN91
- 2017 WO91
- 2017 WP91
- 2017 WQ91
- 2017 WR91
- 2017 WS91
- 2017 WT91
- 2017 WU91
- 2017 WV91
- 2017 WW91
- 2017 WX91
- 2017 WY91
- 2017 WZ91
- 2017 WA92
- 2017 WB92
- 2017 WC92
- 2017 WD92
- 2017 WF92
- 2017 WG92
- 2017 WH92
- 2017 WJ92
- 2017 WK92
- 2017 WL92
- 2017 WM92
- 2017 WN92
- 2017 WO92
- 2017 WP92
- 2017 WQ92
- 2017 WR92
- 2017 WS92
- 2017 WT92
- 2017 WU92
- 2017 WV92
- 2017 WX92
- 2017 WY92
- 2017 WZ92
- 2017 WA93
- 2017 WB93
- 2017 WC93
- 2017 WD93
- 2017 WE93
- 2017 WF93
- 2017 WG93
- 2017 WH93
- 2017 WJ93
- 2017 WK93
- 2017 WM93
- 2017 WN93
- 2017 WO93
- 2017 WP93
- 2017 WQ93
- 2017 WR93
- 2017 WS93
- 2017 WT93
- 2017 WU93
- 2017 WW93
- 2017 WX93
- 2017 WY93
- 2017 WZ93
- 2017 WA94
- 2017 WB94
- 2017 WC94
- 2017 WD94
- 2017 WE94
- 2017 WF94
- 2017 WG94
- 2017 WH94
- 2017 WJ94
- 2017 WK94
- 2017 WL94
- 2017 WM94
- 2017 WN94
- 2017 WO94
- 2017 WP94
- 2017 WQ94
- 2017 WR94
- 2017 WS94
- 2017 WT94
- 2017 WU94
- 2017 WV94
- 2017 WW94
- 2017 WX94
- 2017 WY94
- 2017 WZ94
- 2017 WA95
- 2017 WB95
- 2017 WC95
- 2017 WD95
- 2017 WE95
- 2017 WF95
- 2017 WG95
- 2017 WH95
- 2017 WJ95
- 2017 WK95
- 2017 WL95
- 2017 WM95
- 2017 WN95
- 2017 WO95
- 2017 WP95
- 2017 WQ95
- 2017 WR95
- 2017 WS95
- 2017 WT95
- 2017 WU95
- 2017 WW95
- 2017 WX95
- 2017 WY95
- 2017 WZ95
- 2017 WA96
- 2017 WB96
- 2017 WC96
- 2017 WG96
- 2017 WH96
- 2017 WJ96
- 2017 WK96
- 2017 WL96
- 2017 WM96
- 2017 WN96
- 2017 WO96
- 2017 WP96
- 2017 WQ96
- 2017 WS96
- 2017 WT96
- 2017 WU96
- 2017 WV96
- 2017 WW96
- 2017 WX96
- 2017 WY96
- 2017 WZ96
- 2017 WA97
- 2017 WB97
- 2017 WD97
- 2017 WE97
- 2017 WF97
- 2017 WG97
- 2017 WH97
- 2017 WJ97
- 2017 WK97
- 2017 WL97
- 2017 WM97
- 2017 WN97
- 2017 WO97
- 2017 WP97
- 2017 WQ97
- 2017 WR97
- 2017 WS97
- 2017 WT97
- 2017 WU97
- 2017 WV97
- 2017 WW97
- 2017 WX97
- 2017 WY97
- 2017 WZ97
- 2017 WA98
- 2017 WD98
- 2017 WE98
- 2017 WF98
- 2017 WG98
- 2017 WH98
- 2017 WJ98
- 2017 WK98
- 2017 WL98
- 2017 WM98
- 2017 WN98
- 2017 WO98
- 2017 WP98
- 2017 WQ98
- 2017 WR98
- 2017 WS98
- 2017 WT98
- 2017 WU98
- 2017 WV98
- 2017 WW98
- 2017 WX98
- 2017 WY98
- 2017 WZ98
- 2017 WA99
- 2017 WB99
- 2017 WC99
- 2017 WD99
- 2017 WE99
- 2017 WF99
- 2017 WG99
- 2017 WJ99
- 2017 WK99
- 2017 WL99
- 2017 WM99
- 2017 WN99
- 2017 WO99
- 2017 WP99
- 2017 WQ99
- 2017 WR99
- 2017 WS99
- 2017 WT99
- 2017 WU99
- 2017 WV99
- 2017 WW99
- 2017 WX99
- 2017 WY99
- 2017 WZ99
- 2017 WA100
- 2017 WB100
- 2017 WC100
- 2017 WD100
- 2017 WE100
- 2017 WF100
- 2017 WG100
- 2017 WH100
- 2017 WJ100
- 2017 WK100
- 2017 WL100
- 2017 WM100
- 2017 WN100
- 2017 WO100
- 2017 WP100
- 2017 WQ100
- 2017 WR100
- 2017 WS100
- 2017 WT100
- 2017 WU100
- 2017 WV100
- 2017 WW100
- 2017 WX100
- 2017 WY100
- 2017 WZ100
- 2017 WA101
- 2017 WB101
- 2017 WC101
- 2017 WD101
- 2017 WE101
- 2017 WF101
- 2017 WG101
- 2017 WH101
- 2017 WJ101
- 2017 WK101
- 2017 WL101
- 2017 WM101
- 2017 WN101
- 2017 WO101
- 2017 WP101
- 2017 WQ101
- 2017 WR101
- 2017 WS101
- 2017 WT101
- 2017 WU101
- 2017 WV101
- 2017 WW101
- 2017 WX101
- 2017 WY101
- 2017 WZ101
- 2017 WA102
- 2017 WG102
- 2017 WH102
- 2017 WJ102
- 2017 WL102
- 2017 WM102
- 2017 WN102
- 2017 WO102
- 2017 WP102
- 2017 WQ102
- 2017 WR102
- 2017 WS102
- 2017 WT102
- 2017 WU102
- 2017 WV102
- 2017 WX102
- 2017 WY102
- 2017 WZ102
- 2017 WA103
- 2017 WB103
- 2017 WC103
- 2017 WF103
- 2017 WH103
- 2017 WJ103
- 2017 WK103
- 2017 WL103
- 2017 WM103
- 2017 WN103
- 2017 WO103
- 2017 WP103
- 2017 WQ103
- 2017 WR103
- 2017 WS103
- 2017 WT103
- 2017 WU103
- 2017 WV103
- 2017 WW103
- 2017 WX103
- 2017 WY103
- 2017 WZ103
- 2017 WA104
- 2017 WB104
- 2017 WC104
- 2017 WD104
- 2017 WE104
- 2017 WF104
- 2017 WG104
- 2017 WH104
- 2017 WJ104
- 2017 WK104
- 2017 WL104
- 2017 WM104
- 2017 WN104
- 2017 WO104
- 2017 WP104
- 2017 WQ104
- 2017 WR104
- 2017 WS104
- 2017 WT104
- 2017 WV104
- 2017 WW104
- 2017 WX104
- 2017 WY104
- 2017 WZ104
- 2017 WA105
- 2017 WB105
- 2017 WC105
- 2017 WD105
- 2017 WE105
- 2017 WF105
- 2017 WG105
- 2017 WH105
- 2017 WJ105
- 2017 WM105
- 2017 WN105
- 2017 WO105
- 2017 WP105
- 2017 WS105
- 2017 WT105
- 2017 WU105
- 2017 WW105
- 2017 WX105
- 2017 WY105
- 2017 WZ105
- 2017 WA106
- 2017 WB106
- 2017 WC106
- 2017 WD106
- 2017 WE106
- 2017 WF106
- 2017 WG106
- 2017 WH106
- 2017 WJ106
- 2017 WK106
- 2017 WL106
- 2017 WM106
- 2017 WN106
- 2017 WO106
- 2017 WP106
- 2017 WQ106
- 2017 WR106
- 2017 WS106
- 2017 WT106
- 2017 WU106
- 2017 WV106
- 2017 WW106
- 2017 WX106
- 2017 WY106
- 2017 WZ106
- 2017 WA107
- 2017 WB107
- 2017 WC107
- 2017 WD107
- 2017 WE107
- 2017 WF107
- 2017 WG107
- 2017 WH107
- 2017 WJ107
- 2017 WK107
- 2017 WL107
- 2017 WM107
- 2017 WN107
- 2017 WO107
- 2017 WP107
- 2017 WQ107
- 2017 WR107
- 2017 WS107
- 2017 WT107
- 2017 WU107
- 2017 WV107
- 2017 WW107
- 2017 WX107
- 2017 WZ107
- 2017 WA108
- 2017 WB108
- 2017 WC108
- 2017 WD108
- 2017 WE108
- 2017 WF108
- 2017 WG108
- 2017 WH108
- 2017 WJ108
- 2017 WK108
- 2017 WL108
- 2017 WM108
- 2017 WN108
- 2017 WO108
- 2017 WQ108
- 2017 WR108
- 2017 WT108
- 2017 WU108
- 2017 WV108
- 2017 WY108
- 2017 WZ108
- 2017 WA109
- 2017 WB109
- 2017 WC109
- 2017 WD109
- 2017 WE109
- 2017 WF109
- 2017 WG109
- 2017 WH109
- 2017 WJ109
- 2017 WK109
- 2017 WL109
- 2017 WM109
- 2017 WN109
- 2017 WO109
- 2017 WP109
- 2017 WQ109
- 2017 WR109
- 2017 WS109
- 2017 WT109
- 2017 WU109
- 2017 WV109
- 2017 WW109
- 2017 WX109
- 2017 WY109
- 2017 WZ109
- 2017 WA110
- 2017 WB110
- 2017 WC110
- 2017 WD110
- 2017 WE110
- 2017 WF110
- 2017 WG110
- 2017 WH110
- 2017 WJ110
- 2017 WK110
- 2017 WL110
- 2017 WM110
- 2017 WN110
- 2017 WO110
- 2017 WP110